# Phoenicagrion paulsoni
Phoenicagrion paulsoni là một loài chuồn chuồn kim trong họ Coenagrionidae.
Phoenicagrion paulsoni được miêu tả khoa học năm 2008 bởi von Ellenrieder.